# Smeilingen – Ein Dorf wie Du und Ich
Smeilingen – Ein Dorf wie Du und Ich ist eine deutsche Sketch-Comedy die von Constantin Entertainment für die ARD produziert wurde.

## Handlung
Vom skurrilen Alltag seiner Bewohner lebt das kleine Dorf Smeilingen.

## Besetzung
| Darsteller           | Rolle                          |
| -------------------- | ------------------------------ |
| Uwe Ochsenknecht     | Bürgermeister Markus Seider    |
| Cordula Stratmann    | Sonja Bruckner                 |
| Katrin Bauerfeind    | Dunja Bruckner                 |
| Heino Ferch          | Hauke Meyer                    |
| Hannes Jaenicke      | Hanno Meier                    |
| Phil Laude           | „Alman“ Frank Stimpel          |
| Elena Uhlig          | Apothekerin Yasmin Wegener     |
| Tony Bauer           | Leif Sommer                    |
| Negah Amiri          | Isi Sommer                     |
| Mirja Boes           | Bestatterin Frieda Grabowski   |
| Michelle Hunziker    | Michelle Hunziker              |
| Tim Valerian Alberti | Postbote Ole Konrad            |
| Jorge González       | Lehrer Juan Jiménez            |
| Martin Klempnow      | Pfarrer Simon Krintsch         |
| Christine Neubauer   | Gastwirtin Biggi Straßburger   |
| Nico Stank           | Marc Frisch                    |
| Armin Rohde          | Trainer Ingo Pannek            |
| Ursula Michelis      | diverse                        |
| Svenja Wasser        | Regine                         |
| Julie Weber          | Lena                           |
| Silke Natho          | Frau Ekelgast                  |
| Klaus Neumann        | Kartoffelkönig & Schützenkönig |
| Manuel D. Geissler   | Lieferant                      |
| Soraya Maria Efe     | Fernanda                       |
| Markus Friedmann     | Herrmann der Verdächtige       |
| Andreas Kringler     | Kegelbruder                    |
| Katharina Abel       | Passantin/Frau Bergmann/Mutter |
| Arne Löber           | Diverse                        |
| Elyas Efe            | Schüler Elyas                  |
| Janina Burgmer       | Politesse Frau Moll            |
| Gertje Forlong       | Frau Müller/Frau Wagner        |
| Jörg Schulze-Neuhoff | Herbert                        |
| Sarah Keuschnigg     | Nadja Müller / Tussi           |

## Episodenliste
Staffel 1
| Nr. | Originaltitel                                                         | Erstausstrahlung | Regie                        | Drehbuch        |
| --- | --------------------------------------------------------------------- | ---------------- | ---------------------------- | --------------- |
| 1 | Folge 1 u. a. mit Uwe Ochsenknecht, Michelle Hunziker und Mirja Boes  | 1. Nov. 2024     | Sven Nagel, Marko Cvitanovic | Simon Hauschild |
| Das Polizistenduo Hauke Mayer und Hanno Meier wittert bei einem durchreisenden Rentnerehepaar einen großen Fall. Bürgermeister Markus Seider kommt leider viel zu spät, um Herrn Baumann zum 95. Geburtstag zu gratulieren. Dafür freut er sich auf ein Rendezvous mit Michelle Hunziker, die er für die Dorfwerbung gewinnen will, die aber auf der Suche nach ihrem Traummann ist. Wirtin Biggi Straßburger lindert den Liebeskummer ihres Gastes mit ungewöhnlichen Methoden. „Alman“ Frank Stimpel platzt angesichts des hohen Wasserverbrauchs seiner Nachbarn der Kragen. Postbote Ole Konrad muss sich etwas einfallen lassen, um an Hund „Pummelchen“ vorbeizukommen, Pastor Simon Krintsch bietet zur „Happy Hour“ einen „Long Heiland Eistee“ zur Beichte an und Schüler lernen dank ihres kubanischen Austauschlehrers Wichtiges über die Fliehkraft. Bestatterin Frieda Grabowski kann mit ihrem biologisch-dynamischen Bestattungsangebot nicht punkten und eckt auch an der Supermarktkasse an: Verkäufer Marco Frisch hat seine eigenen Regeln für den Bezahlvorgang. |                                                                       |                  |                              |                 |
| 2 | Folge 2 u. a. mit Christine Neubauer, Heino Ferch und Hannes Jaenicke | 8. Nov. 2024     | Sven Nagel, Marko Cvitanovic | Simon Hauschild |
| Der Tag fängt nicht gut an für das zugezogene Influencer-Paar Isi und Leif Sommer. Der Hahn kräht! Sie finden diesen komischen Wecker nicht, der jeden Tag klingelt. Auch Kater „Meinerzhagen“ hat ein Problem. Er muss vom Baum gerettet werden, was das Polizistenduo Hauke Mayer und Hanno Meier versucht. Fußballtrainer Ingo Pannek befiehlt seiner Mannschaft: „We ran along the Spielfeld hin und back“. Schließlich ist der Erstligist Kito aus Uganda zu Gast und „because of international is the training in English“. Stolz präsentiert Bürgermeister Markus Seider seiner Gemeinde die Mitfahrerbank und will damit ein Zeichen setzen. Nicht ahnend, dass dies tragisch enden wird. Pfarrer Simon Krintsch verwandelt seine Predigt in eine komödiantische Büttenrede. Apothekerin Yasmin Wegener empfiehlt ihrer Kundin einen Thymian-Kamille-Tilsiter-Extrakt gegen Halsschmerzen: „Der muss zu Hause nur noch aufgegossen werden, mit 75 Milliliter warmem Morgenurin“. Sie zieht einen echten Ingwer-Shot vor. In Biggis Restaurant wartet ein weiteres heißes Date auf Michelle Hunziker. „Alman“ Frank Stimpel nimmt die Hundehaufen auf seiner Straße unter die Lupe und hat nur ein Ziel: die Übeltäter zu überführen! |                                                                       |                  |                              |                 |
| 3 | Folge 3 u. a. mit Armin Rohde, Jorge González und Tim Alberti         | 15. Nov. 2024    | Sven Nagel, Marko Cvitanovic | Simon Hauschild |
| Verkäufer Marc Frisch ist mit dem Einkauf eines Kunden gar nicht zufrieden. Grund genug, ihn in die Mangel zu nehmen. Auch der Taube „Piepsi“, die in der Apotheke auf dem Tresen liegt, geht es nicht gut. Nach erfolgreicher Behandlung durch Apothekerin Yasmin Wegener geht es für das gefiederte Tier wieder bergauf. Bürgermeister Markus Seider hat den Vogel des 97. Smeilinger Dorfschützenfestes im Visier und darf den ersten Schuss abgeben. Allerdings hat er seine Kontaktlinsen vergessen. Isi und Leif Sommer haben andere Sorgen. Ihre Akkus sind leer. So erfährt das Influencer-Paar am eigenen Leib, dass ein Elektrozaun zum Aufladen nicht geeignet ist. Pastor Simon Krintsch hat zum „Fitnessgottesdienst“ geladen, inklusive Anpreisung des Eiweißshakes „Ewiges Leben“. Austauschlehrer Juan Jiménez verliebt sich beim Rendezvous in Michelle Hunziker. „Alman“ Frank Stimpel testet eine Telefonsex-Hotline und verrät, was ihn so richtig anmacht. Die neuen Werbespots von Bestattungen Grabowski sind da: „Traurig aber wahr! Und am Ende kriegen wir dich doch!“ |                                                                       |                  |                              |                 |
| 4 | Folge 4 u. a. mit Martin Klempnow, Elena Uhlig und Uwe Ochsenknecht   | 22. Nov. 2024    | Sven Nagel, Marko Cvitanovic | Simon Hauschild |
| Influencerin Isi entdeckt die Vorzüge des Landlebens. Bürgermeister Markus Seider moderiert das highlight des 157. Smeilinger Erntedankfestes: Die Wahl des Smeilinger Gemüsekönigs bzw. der Gemüsekönigin. Ob die amtierende Staudenselleriekönigin oder die Pastinakenprinzessin eine Chance haben? Verkäufer Marc Frisch sieht sich beim Dekorieren des Supermarktes plötzlich mit dem Vorwurf der „kulturellen Aneignung“ durch eine aufgebrachte Kundin konfrontiert. Fußballtrainer Ingo Pannek will mit seinem Fußballsachverstand beim Date mit Michelle Hunziker punkten. Beim Ballermann-Gottesdienst lädt Pfarrer Krintsch sein Partyvolk zum Messweintrinken ein. „Alman“ Frank Stimpel lässt beim Restaurantbesuch sein Date sein Essen probieren - aber nur, wenn es vorher gewogen wurde! Bestatterin Frieda Grabowski ist in einem Dilemma. Sie hat versehentlich Urnen vertauscht. Die eineiigen Zwillinge Sonja und Dunja sind ungewohnt zerstritten. Doch das Scheitern ist vorprogrammiert. Gastwirtin Biggi verrät kuriose Küchengeheimnisse und Apothekerin Yasmin Wegener findet etwas ganz Besonderes in den Ohren ihres Kunden.                                                                                     |                                                                       |                  |                              |                 |
| 5 | Folge 5 u. a. mit Phil Laude, Negah Amiri und Tony Bauer              | 29. Nov. 2024    | Sven Nagel, Marko Cvitanovic | Simon Hauschild |
| Klimakleber bringen die Gemeinde in Aufruhr. Zum Glück gibt es die Dorfpolizisten Meier und Mayer, die das Problem gnadenlos mit der Flex lösen. Auch Bestatterin Grabowski arbeitet zielstrebig: Trotz einer dramatischen Todeswelle, wütender Kunden und fehlender Urnen hat sie noch Zeit, sich im Supermarkt über einen abgelaufenen Joghurt zu beschweren. Im Gasthof trifft sich der Michael-Wendler-Fanclub. Wirtin Biggi hat alles vorbereitet: Handspiegel, Haarfärbemittel, Only-Fans-Ratgeber und eine Rolle Kuckuck-Aufkleber vom Finanzamt liegen bereit. In der Kirche läuft der Ringe des Herrn-Gottesdienst. Pfarrer Simon Krintsch ruft wie Gollum nach seinem „Schatz“. Blut fließt dagegen bei der ersten Smeilinger Schmerzmittelverkostung in der Apotheke von Yasmin Wegener. Keinen leichten Tag haben auch die Fußballer, Trainer Ingo Pannek versucht sein Team mit Activitytracker, EMS-Anzügen und Kältekammer zu „optimieren“. Michelle Hunziker hat ein Date mit Pfarrer Simon Krintsch. |                                                                       |                  |                              |                 |
| 6 | Folge 6 u. a. mit Nico Stank, Cordula Stratmann und Katrin Bauerfeind | 6. Dez. 2024     | –                            | –               |
| Im Rahmen einer Verjüngungskampagne „Coole Kirche“ begrüßt Pfarrer Simon Krintsch frischgebackene Eltern zur Kindstaufe. Der „Alman“ klärt seine Nachbarin über die nachhaltige Entsorgung von Briefumschlägen auf. Ob er beim Rendezvous mit Michelle Hunziker mehr Erfolg hat? Bürgermeister Seider wird beim illegalen Entsorgen von Hausmüll erwischt und macht der Ordnungshüterin ein unmoralisches Angebot. Die Zwillinge Sonja und Dunja treffen auf „Konkurrenz“ und können die eineiigen Zwillingsschwestern sogar übertrumpfen. Bestatterin Grabowski will mit „Friedas Krepierstübchen“ ihr Image aufpolieren. Postbote Ole Konrad beweist eindrucksvoll, dass er potentiellen Krisen der Bewohner von Smeilingen am besten vorbeugt, indem er unliebsame Post entsorgt! Fußballtrainer Ingo Pannek präsentiert seine neue Strategie seinen Kritikern am Spielfeldrand. Im Dorf kommt es zum Massentourismus. Die Polizisten Meier und Mayer sind dem „Wunder von Smeilingen“ auf der Spur und nehmen Pfarrer Krintsch unter die Lupe. |                                                                       |                  |                              |                 |

## Produktion
Die Serie wurde von Constantin Entertainment mit Hilfe des SWR für die ARD produziert. Die Dreharbeiten begannen am 12. Juni 2024 und gingen bis zum 31. Juli 2024.